# Erdőkürt
Erdőkürt è un comune dell'Ungheria di 609 abitanti (dati 2001). È situato nella contea di Nógrád.